# ديريك لو
ديريك لو (بالإنجليزية: Derrick Low)‏ مواليد 21 مارس 1986 في هونولولو، هو لاعب كرة سلة أمريكي. بدأ مسيرته الاحترافية في سنة 2008. يحمل الرقم 1. يبلغ طوله 6 قدم 2 بوصة (1.9 م).

## المسيرة الاحترافية
لعب مع إس بي أو روان باسكت في الدوري الفرنسي في سنة 2009، ثم لعب مع شياولياي في موسم 2009–2010، ثم لعب مع نادي دنيبرو لكرة السلة من سنة 2011 إلى 2013، ثم لعب مع نادي أزوفماش لكرة السلة في سنة 2013، ثم لعب مع توركو كونياسبور في الدوري التركي في سنة 2014.

## روابط خارجية
- ديريك لو على موقع كرة السلة الأوروبية.كوم (الإنجليزية)
- ديريك لو على موقع كلية كرة السلة في سبورتس رفرنس.كوم (الإنجليزية)
- ديريك لو على موقع ريلجم (الإنجليزية)
- ديريك لو على موقع بروبوليرز (الإنجليزية)
- ديريك لو على موقع سبورتس رفرنس (الإنجليزية)